# Ste-Vierge (Conilhac-de-la-Montagne)

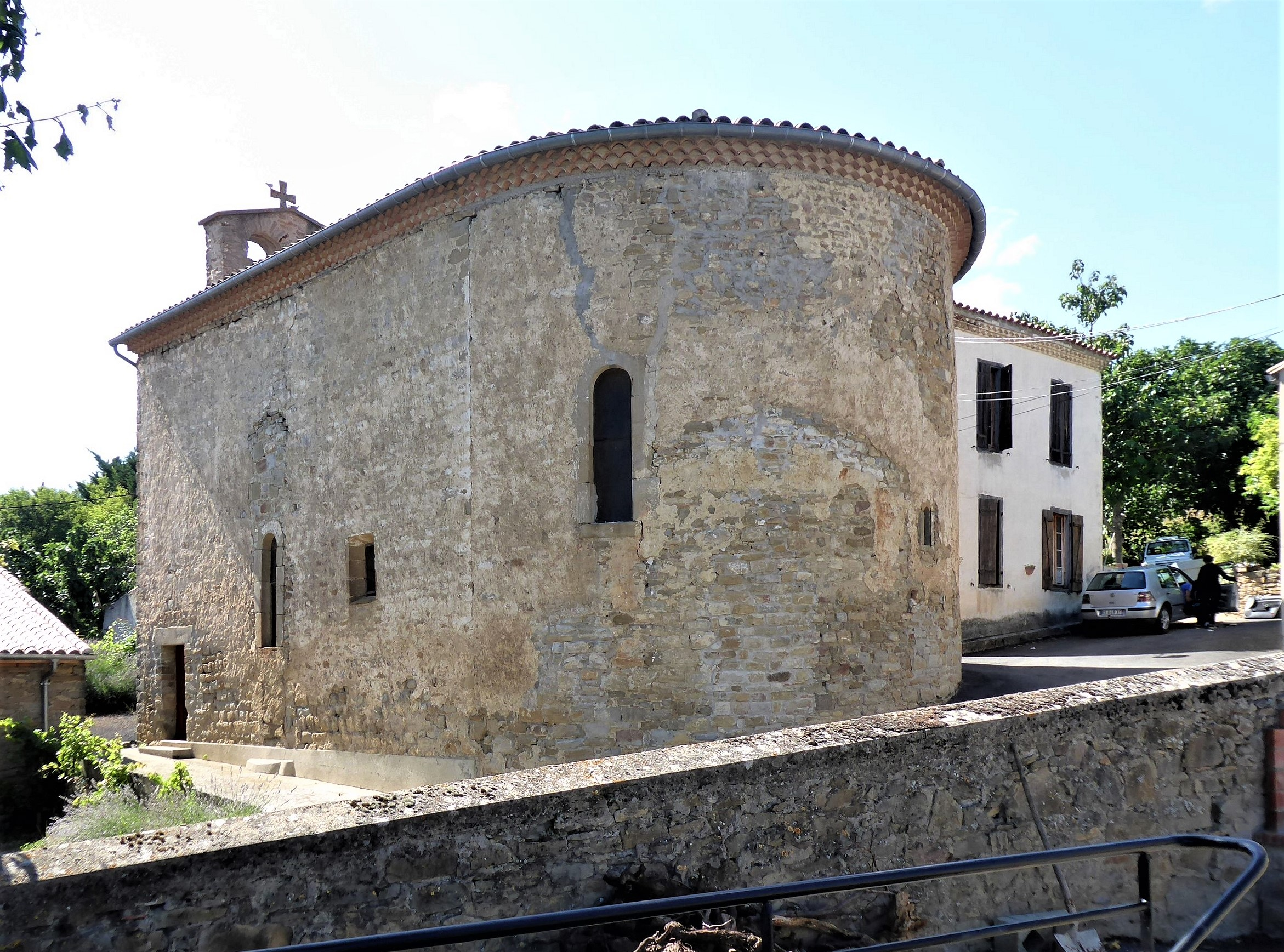
Kirche Ste-Vierge

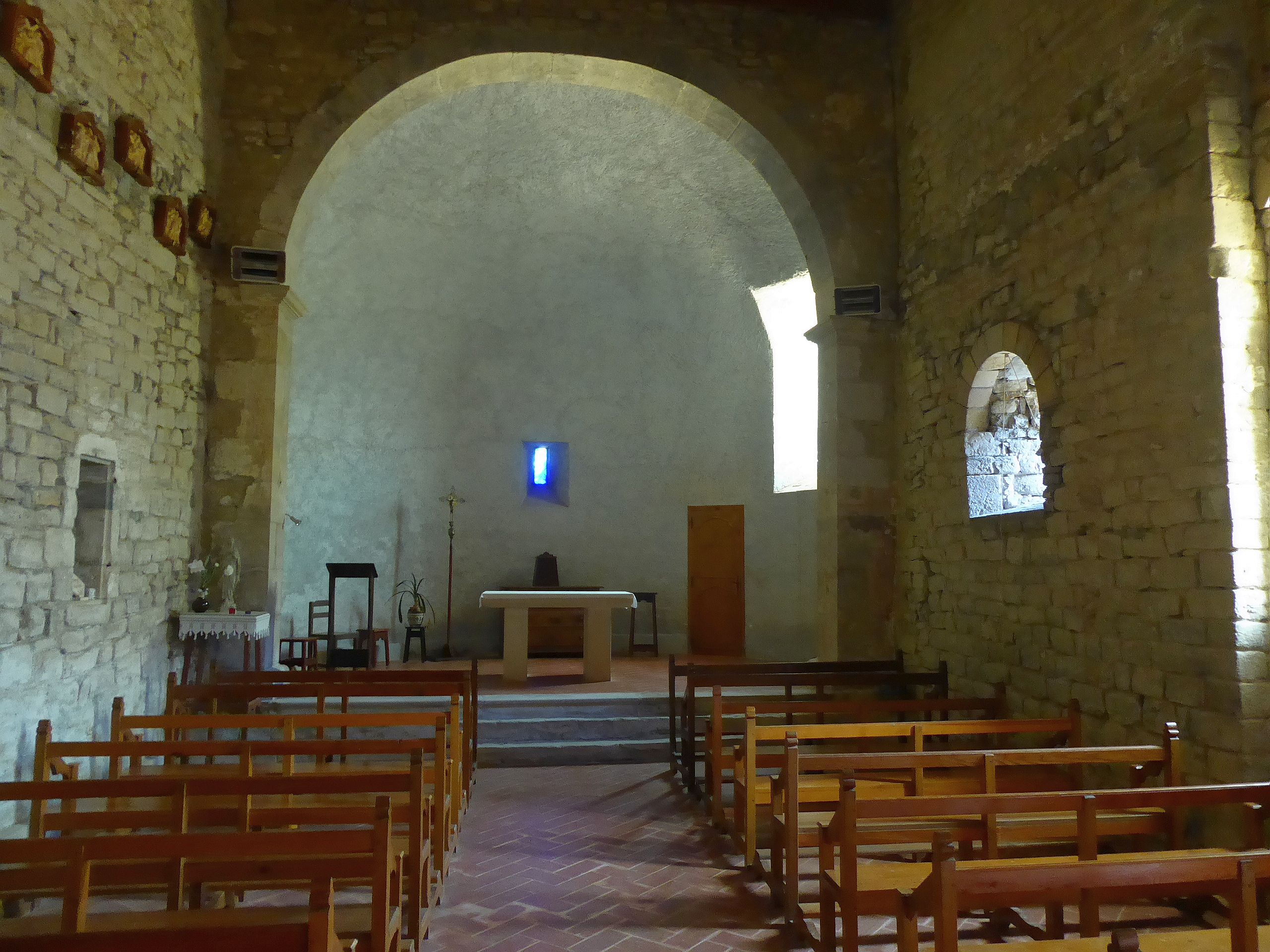
Inneres

Ste-Vierge ist eine römisch-katholische Kirche in Conilhac-de-la-Montagne im Département Aude in Frankreich.

## Geschichte
Die der Heiligen Jungfrau geweihte Kirche wurde im Stil der Romanik errichtet und geht vermutlich auf das 12. Jahrhundert zurück. Sie dürfte ursprünglich als Burgkapelle der Burg von Conilhac, die im Jahr 1165 zum ersten Mal erwähnt wurde, gedient haben. Die Kirche unterstand zunächst dem Bistum Alet und wurde später Filiale von St-Étienne in Roquetaillade.
St-Vierge ist eine einschiffe Saalkirche. Das Langhaus öffnet sich zum Chor mit einem großen Triumphbogen, der ohne Chorjoch unmittelbar in die Halbkreisapsis im Osten übergeht. In späterer Zeit wurden Teile des Langhauses abgetrennt und eine Zwischendecke eingezogen. Dies wurde zwischen 1881 und 1883 rückgängig gemacht.